# Stefan Wolf
Stefan Wolf, född 20 oktober 1998 i Morschach, är en schweizisk fotbollsspelare som spelar för Dalkurd FF.

## Karriär
Den 7 mars 2018 skrev Wolf på sitt första proffskontrakt med Luzern fram till och med 2020. Wolf debuterade i Schweiziska superligan den 7 april 2018 i en 1–0-förlust mot Thun, där han blev inbytt i den 71:a minuten mot Ruben Vargas. Den 8 juli 2019 lånades Wolf ut till Challenge League-klubben Chiasso på ett säsongslån.
I februari 2021 återvände Wolf till Brunnen, där han spelade som ung. Den 4 juli 2021 värvades Wolf av Dalkurd FF, där han skrev på ett 2,5-årskontrakt. Wolf spelade nio matcher i Ettan Norra 2021 då Dalkurd blev uppflyttade till Superettan. Han spelade 26 matcher och gjorde två mål i Superettan 2022 då Dalkurd som nykomlingar blev direkt nedflyttade.